# Imperatorska Nikołajewska Akademia Wojskowa
Imperatorska Nikołajewska Akademia Wojskowa (ros. Императорская Николаевская военная академия) – jedna z renomowanych uczelni wojskowych dla starszych oficerów Armii Imperium Rosyjskiego, powstała z przekształcenia Nikołajewskiej Akademii Sztabu Generalnego w Sankt Petersburgu, kształcąca oficerów dyplomowanych. 
Od marca 1917 akademia nosiła nazwę Nikołajewska Akademia Wojskowa (ros. Николаевская военная академия).

## Komendanci Akademii
- Dmitrij Szczerbaczow (ros. Дмитрий Григорьевич Щербачёв) (styczeń 1907 – grudzień 1912), generał piechoty;
- Nikołaj Januszkiewicz (ros. Никола́й Никола́евич Янушке́вич) (styczeń 1913 – marzec 1914), generał piechoty;
- Paweł Jengałyczew (ros. Павел Николаевич Енгалычев) (marzec – sierpień 1914), generał porucznik;
- Aleksandr Zejfart (ros. Александр Александрович Зейфарт) p.o.(marzec 1914 – luty 1915), generał piechoty;
- Wasilij Witkowski (ros. Василий Васильевич Витковский) p.o. (luty – wrzesień 1915), generał porucznik;
- Grigorij Christiani (ros. Григорий Григорьевич Христиани) p.o. (wrzesień 1915 – lipiec 1916), generał porucznik;
- Władimir Kamniew-Peters (ros. Владимир Николаевич Камнев-Петерс) p.o. (lipiec 1916 – sierpień 1917), generał major;
- Aleksandr Andogski (ros. Александр Иванович Андогский) komendant Akademii Sztabu Generalnego (sierpień 1917 – październik 1922), generał major.